# Jorge Martín Salazar
Jorge Martín de Salazar (Salobreña, Granada, 5 de noviembre de 1927) es un flamencólogo, escritor y político español. Catedrático de flamenco, está considerado el mayor experto y estudioso del cante de las malagueñas.

## Biografía
Nacido el 5 de noviembre de 1927 en Salobreña, provincia de Granada. Agricultor, es ingeniero técnico agrícola por la Escuela de Ingeniería de Madrid. Es hijo de los terratenientes granadinos Gonzalo Martín Jiménez y María de Salazar Llorente, de cuya influencia adquiere la afición por el flamenco. 
En su época de estudiante en Granada, Madrid y Valencia, en la década de los cuarenta y a principios de los cincuenta, se dedicó a buscar y encontrar el verdadero cante flamenco, por entonces oculto en el destierro de algunas tabernas locales. Entonces conoce a los guitarristas Mariano Morcillo Laborda y Nicolás "El Tuerto" en Granada. En Madrid le hace de mentor Juanito Camacho "El Manco de Rota", cantaor en decadencia que compartió escenario con Chacón y Fosforito. En la capital conoce a La Niña de los Peines y Vallejo, a los que empieza a seguir y estudiar de forma exhaustiva. En 1968 impulsa el Festival Flamenco 'Lucero del Alba' de Salobreña, certamen decano del cante jondo en Andalucía Oriental. 
A través de varias extensas obras ensayísticas y numerosos artículos ha realizado el más pormenorizado estudio conocido del flamenco con el análisis de 111 estilos, palos y variantes interpretativas. Posee uno de los archivos más importantes de grabaciones de flamenco de Andalucía y su más completa colección de discos de pizarra.  
Además de experto en flamenco, Jorge Martín Salazar ha destacado por su activa participación en la vida política y sindical de la Costa Granadina. Histórico socialista granadino y destacado sindicalista de la UAGA, fue uno de los fundadores de la Agrupación del PSOE de Salobreña durante la transición, en la que conoció estrechamente a Felipe González, con el que pasa largas temporadas en la localidad. Como teniente de alcalde del Ayuntamiento realizó la planificación urbanística moderna del municipio, reorganizó la hacienda local y democratizó la política presupuestaria.

## Obras
- Los cantes flamencos, Diputación de Granada, Granada, 1991. ISBN 9788478070411
- Las malagueñas y los cantes de su entorno, Editorial Guadalfeo, Granada, 1998. ISBN 9788492348619